# کیمبرا
کیمبرا (به انگلیسی: Kimbra) خواننده، ترانه‌سرا، تهیه‌کننده موسیقی، بازیگر و مدل اهل نیوزیلند است. او در سال ۲۰۱۲ با همخوانی در ترانه کسی که قبلاً می‌شناختم با گوتیه به نخستین تک‌آهنگ شماره یک خود در جدول ۱۰۰ آهنگ داغ بیلبورد رسید و این ترانه در پنجاه و پنجمین مراسم جایزه گرمی نیز دو جایزه از جمله جایزه ضبط سال را به دست آورد.

## آلبوم‌ها
- پیمان‌ها (۲۰۱۱)
- اکوی طلایی (۲۰۱۴)
- قلب قدیمی (۲۰۱۸)